# Peperomia tenuiflora
Peperomia tenuiflora är en pepparväxtart som beskrevs av Philipp Filip Maximilian Opiz. Peperomia tenuiflora ingår i släktet peperomior, och familjen pepparväxter. Inga underarter finns listade i Catalogue of Life.